# Marco Reus
Pour les articles homonymes, voir Reus (homonymie).
Marco Reus, né le 31 mai 1989 à Dortmund en Allemagne, est un footballeur international allemand. Il joue au poste de milieu offensif ou d'ailier au Galaxy de Los Angeles.
International allemand depuis 2011, il s'est révélé sous les couleurs du Borussia Mönchengladbach avant de devenir une star au Borussia Dortmund à partir de 2012. Privé du titre de Bundesliga par le Bayern Munich, il remporte toutefois la Coupe d'Allemagne à deux reprises et échoue en finale de la Ligue des Champions en 2013 et 2024. Il a été nommé meilleur joueur de la Bundesliga en 2012, 2014 et 2019. Après douze ans dans la Ruhr, il rejoint le club américain du Galaxy de Los Angeles.
Sa carrière est marquée par de nombreuses blessures qui l'ont privé de nombreuses compétitions internationales, notamment la Coupe du monde 2014, remportée par son pays, la Coupe du monde 2022, ainsi que l'Euro 2016 et l'Euro 2020.

## Biographie

### Jeunesse
Né à Dortmund, Marco Reus est le fils cadet de Thomas et Manuela Reus et le frère de Yvonne et Mélanie Reus. Son père, subjugué par la performance de Marco Van Basten avec l'AC Milan lors de la Coupe des Clubs Champions Européens de 1988-1989, décide de lui donner le prénom Marco en son honneur. Il commence le football au sein du Post SV Dortmund avant de rejoindre en 1996, le centre de formation du Borussia Dortmund. Après 10 ans de formation avec les Schwarzgelben, il rejoint l'équipe junior du club voisin de Rot Weiss Ahlen à l'été 2006.

### Carrière professionnelle

#### Début de carrière au Rot Weiss Ahlen
Après quelques apparitions en équipe junior la première année, il participe la saison 2007-2008 à 14 matches de Regionalliga Nord et inscrit deux buts. Son second but, marqué lors du dernier match, permet au club de remonter l'année suivante en 2ème Bundesliga. Lors de son unique saison en 2. Bundesliga, il s'affirme à 19 ans comme l'un des cadres de l'équipe inscrivant 4 buts en 27 matchs. À la fin de celle-ci, il signe un contrat de quatre ans avec Mönchengladbach qui évolue en Bundesliga.

#### Borussia Mönchengladbach (2009-2012)
Il inscrit son premier but en Bundesliga dès le 28 août 2009 contre le FSV Mayence après une course de 54m. Sa première saison dans l'élite est une réussite. Il finit meilleur buteur des Fohlen à égalité avec Roel Brouwers.
La saison suivante est plus difficile pour le Borussia, malgré les prestations de Reus qui termine une nouvelle fois meilleur buteur du club avec dix buts, auxquelles s'ajoutent huit passes décisives. L'équipe passe plus de la moitié de la saison à la dernière place et occupe finalement la 16ème place synonyme de match de barrage face au troisième de 2ème Bundeliga, Bochum. Après la victoire (1-0) lors du match aller, Reus assure le maintien du club rhénan en égalisant à quart d'heure de la fin du match retour (1-1).
Mönchengladbach démarre le début de saison qui suit en trombe. Reus inscrit deux buts lors des trois premiers matchs et son club s'installe en tête du classement. Il inscrit 7 buts entre la 11ème et la 13ème journée, ce qui occasionne à l'approche du mercato des spéculations sur un possible départ du club du jeune allemand. Début janvier, son transfert vers le Borussia Dortmund est officialisé. L'indemnité de transfert perçue est par ailleurs la plus forte de l'histoire du club Rhénan, étant de 17 millions d'euros. Le transfert ne prend effet qu'à l'été suivant et le joueur en profite pour terminer la saison avec un total de 18 buts en 32 matchs et une quatrième place au classement final. Il est également nommé meilleur joueur de la Bundesliga.

#### Borussia Dortmund (2012-2024)
Reus entame son aventure à Dortmund de la meilleure des manières en marquant pour ses débuts le 24 août 2012 face au Werder Brême. En septembre, Reus réalise un doublé contre son ancien club du Borussia Mönchengladbach et contribue à une victoire fleuve (5-0). Le 3 octobre, pour son premier match de Ligue des champions, il ouvre le score face à Manchester City puis récidive un mois après contre le Real Madrid, d'une reprise de volée spectaculaire. En février 2013, Reus confirme sa belle forme en inscrivant son premier triplé avec Dortmund face à l'Eintracht Francfort, cette performance n'étant plus arrivée à domicile pour un joueur allemand de Dortmund depuis 1986. Le Borussia termine à la seconde place du championnat. Le parcours européen du Borussia voit les Allemands éliminer en demi-finales le Real Madrid. En finale de la Ligue des champions, Dortmund s'incline face à son grand rival du Bayern Munich (2-1). Malgré une saison dépouillée de titres, Reus confirme les espoirs placés en lui et forme avec Mario Götze un duo d'attaque très performant, surnommé par les médias "Götzeus",,. Il clôt l'exercice avec un bilan de dix-neuf buts et onze passes délivrées.

##### Un talent miné par les blessures (depuis 2013)
La pré-saison 2013-2014 débute bien pour Reus qui gagne la Supercoupe d'Allemagne face au Bayern Munich en réalisant un doublé (victoire 4-2) et remporte le premier trophée de sa carrière. En août, il marque sur pénalty le but de la victoire contre l'Eintracht Braunschweig . Son début de saison est réussi, marquant notamment un doublé contre Fribourg. En février 2014, lors du huitième de finale aller de C1 contre Saint-Pétersbourg, il marque un but et les Allemands s'imposent 4-2. En confiance, Reus réalise un hat-trick en mars face à Stuttgart. En avril, malgré son doublé au match retour et sa performance saluée par la presse, Dortmund perd face au Real Madrid en quart de finale de la Ligue des champions (3-0, 0-2).

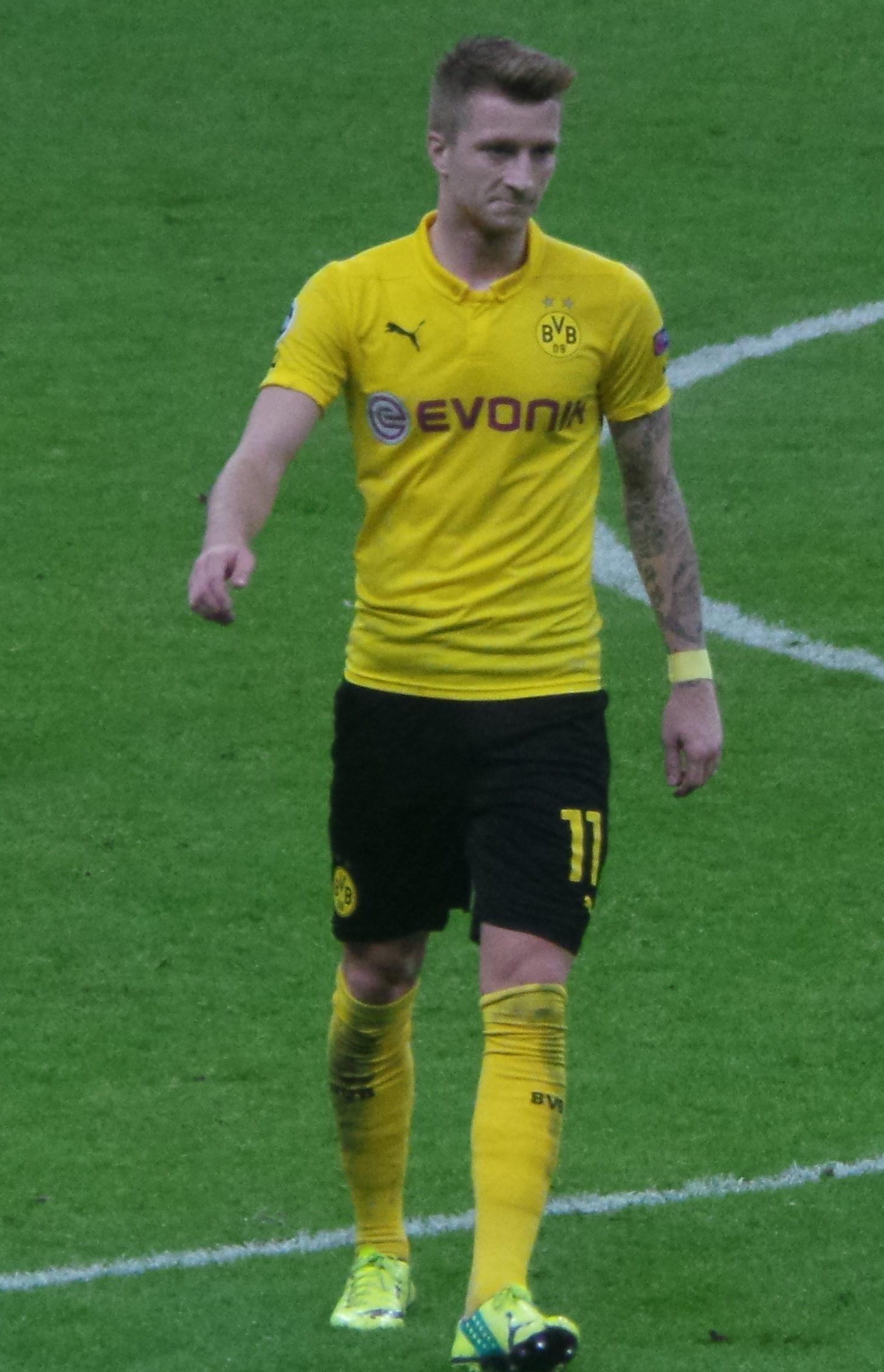
Marco Reus sous les couleurs du Borussia Dortmund en 2014.

De retour de sa blessure contractée avant le mondial brésilien, il inscrit un but et délivre une passe décisive le 29 août dès le deuxième match de championnat contre Augsbourg, lors d'une victoire (3-2). En septembre, un problème à la cheville lui est diagnostiqué et il retrouve le terrain le 22 octobre, lors de la phase de groupe de Ligue des Champions à Galatasaray. Il inscrit alors un but et signe une passe décisive. Le 22 novembre, lors de la 12ème journée de championnat face à SC Paderborn, sur une faute de Marvin Bakalorz, il subit une déchirure du ligament externe à la cheville droite. Au soir de la 20ème journée, Dortmund est à la dernière place du classement. Le 10 février 2015, il prolonge son contrat jusqu'en 2019, De retour en février, lors du derby de la Ruhr, face au rival de Schalke 04, Dortmund l'emporte avec un but de Reus (3-0). Ce match est marqué par une scène cocasse où Aubameyang, venant d'ouvrir le score, prend sur le bord du terrain un masque de Batman tandis que Reus enfile celui de Robin, célébrant devant le public le but du gabonais. En mai, alors qu'il doit reprendre les terrains, il est de nouveau absent, son entraîneur Jürgen Klopp évoquant de la « fatigue ». Reus ne prend donc pas part à la campagne de Dortmund, qui remonte peu à peu le classement, et voit son club finir 7e du championnat. Les Borussen parviennent à se qualifier en Ligue Europa. Malgré une saison mouvementée, il fait partie de l'équipe-type de la saison en Bundesliga.
La saison suivante débute mieux pour Reus qui semble retrouver sa meilleure forme sous la tutelle du nouvel entraîneur Thomas Tuchel. En ouverture du championnat, il se démarque d'entrée en marquant et offrant une passe durant un succès à domicile face au Mönchengladbach. Le Borussia dispute le troisième tour de qualification ainsi que les barrages de la Ligue Europa et marche sur ses adversaires autrichiens du Wolfsberger AC (1-0; 5-0) et norvégiens du Odds BK (4-3; 7-2), contre qui Reus se distingue par un triplé. Le club est en tête du championnat jusqu'à la sixième journée. À partir de là, le Bayern Munich prend les commandes et ce jusqu'à la fin du championnat. Dortmund termine ainsi 10 points derrière le rival munichois. Les jaunes et noirs atteignent les quarts de finale de la Ligue Europa contre Liverpool. Les matchs aller et retour sont très disputés et serrés mais ce sont les Anglais qui se qualifient après une victoire 4-3 lors de la seconde rencontre. Dortmund s'incline également pour la troisième fois consécutive en finale de la Coupe d'Allemagne que Munich s'adjuge aux tirs au but. Reus blessé à la suite de ce match rate alors l'Euro 2016.
Toujours absent au début de l'exercice 2016-2017 Reus retrouve seulement la compétition le 22 novembre 2016 en Ligue des champions et rassure en s'octroyant un doublé contre les Polonais du Legia Varsovie, lors d'une victoire historique (8-4). Semblant être revenu à sa meilleure forme, il distille trois passes pour son retour au Signal Iduna Park contre Mönchengladbach le 2 décembre,. Le 16 décembre il reçoit le premier carton rouge de sa carrière face à Hoffenheim lors de son 209ème match de championnat. En mai 2017, en finale de la Coupe d'Allemagne, il se rompt un ligament croisé, alors que Dortmund l'emporte cette fois (2-1) face à l'Eintracht Francfort. Le club perd à nouveau pour plusieurs mois l'ailier allemand.
Celui-ci reprend le chemin du terrain le 10 février 2018 en championnat face à Hambourg après 259 jours d'absence. En mars, il prolonge son contrat avec Dortmund jusqu'en 2023. Il inscrit de nouveau un but face à Mönchengladbach, son ancien club (1-0). Le 21 avril il réalise un doublé et rate un penalty face au Bayer Leverkusen (4-0).
En août 2018, il est nommé capitaine du Borussia Dortmund par son entraîneur Lucien Favre et succède donc à Marcel Schmelzer dans ce rôle.
En avril 2019, il écope d'un carton rouge lors du match face à Schalke 04 (perdu 2-4) et est suspendu pour les deux prochains matchs. Marius Wolf quant à lui, expulsé pendant le même match sera suspendu pour 3 rencontres. Bien qu'ayant mené le championnat la majorité de la saison, durant 21 journées, le Borussia manque le titre lors de la dernière journée face au rival munichois. Homme fort de son équipe, Marco Reus obtient successivement les distinctions de meilleur joueur de Bundesliga puis footballeur allemand de l'année.
Avec Dortmund il atteint la finale de la coupe d'Allemagne en 2021. Il est titulaire lors de cette finale se déroulant le 13 mai 2021 face au RB Leipzig. Il se fait remarquer en réalisant deux passes décisives, contribuant à la victoire du BVB par quatre buts à un.
Reus inscrit son 100e but pour le Borussia Dortmund lors de la première journée de la saison 2021-2022, le 14 août 2021, contre l'Eintracht Francfort. Il délivre également deux passes décisives ce jour-là pour Erling Haaland, contribuant ainsi à la victoire de son équipe par cinq buts à deux.
Lors de la saison 2022-2023 Reus se fait remarquer dès la première journée de la saison, le 6 août 2022, en marquant un but face au Bayer Leverkusen. Il permet à son équipe de s'imposer en étant l'unique buteur de la rencontre. Il se blesse juste avant la coupe du monde 2022 et ne jouera encore pas une compétition avec la Mannschaft. En fin de contrat à l'issue de cette saison, celui-ci est prolongé jusqu'en juin 2024.
En fin de contrat en juin 2024, Marco Reus annonce le 3 mai 2024 qu'il ne prolongera pas avec le Borussia Dortmund et qu'il s'agit donc de la fin de son aventure avec le club, où il aura joué pendant douze ans depuis son retour en 2012.

#### Galaxy de Los Angeles (depuis 2024)
Le 15 août 2024, libre de tout contrat, Marco Reus rejoint le Galaxy de Los Angeles pour un contrat de deux saisons et demi. Participant à 11 matchs, il remporte la MLS, et donc son premier championnat de sa carrière. 
Le 19 mai 2025, lors du derby "Tráfico" face au Los Angeles FC, Reus inscrit un doublé, dont un coup franc dans les derniers instants permettant à son club d'arracher le match nul (2-2).

### Sélection nationale

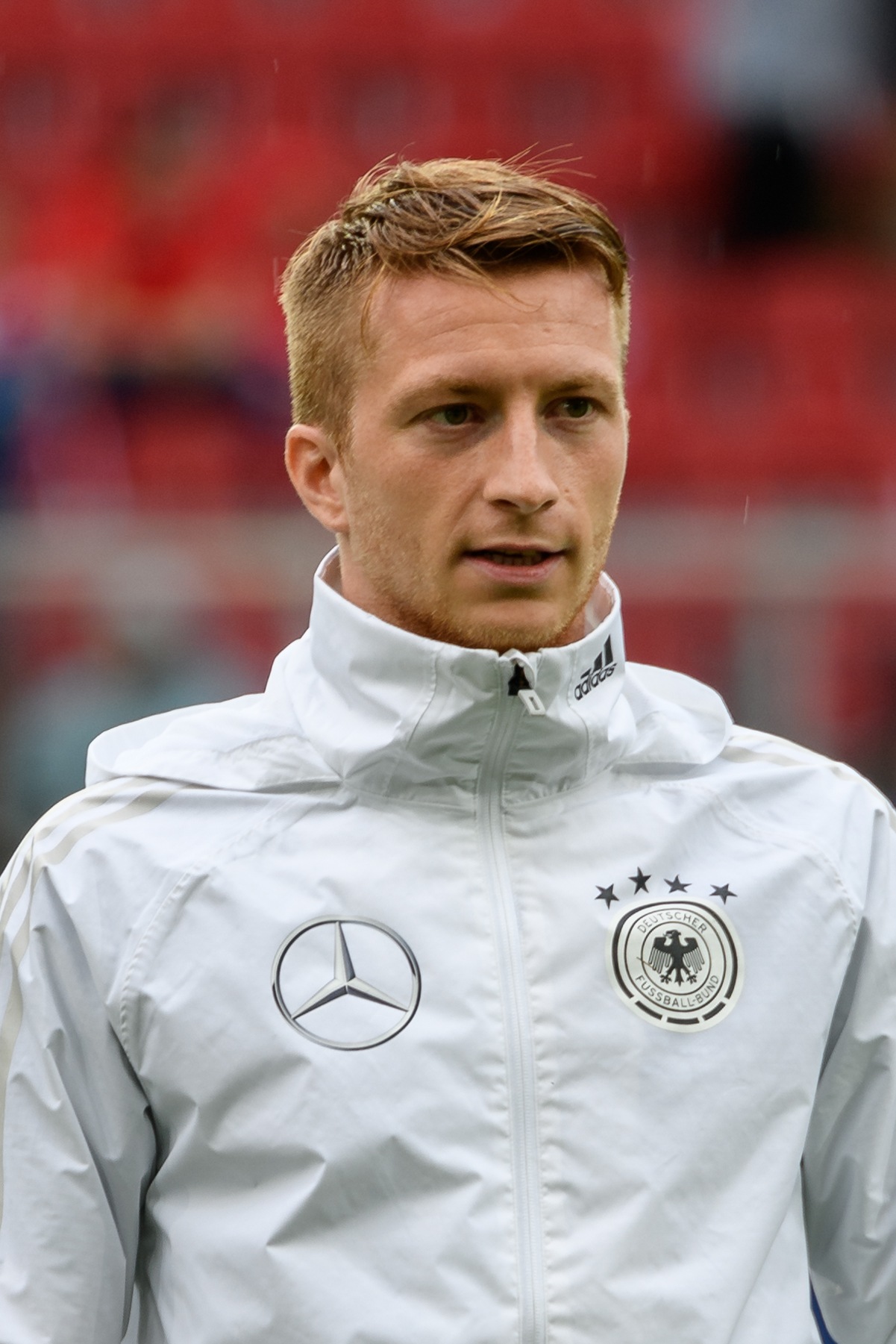
Reus avec l’équipe d'Allemagne en 2018.

Reus est appelé en équipe d'Allemagne espoirs en août 2009 pour disputer deux matchs amicaux.
Il est alors appelé en sélection nationale allemande dès mai 2010. Lors de quatre de ses cinq premières convocations contre Malte en mai 2010, contre le Danemark en août 2010, contre l'Uruguay en mai 2011 puis contre l'Autriche et la Pologne en septembre 2011, il est à chaque fois contraint de renoncer en raison de multiples problèmes physiques (blessures, infection virale…),. Assis sur le banc face au Brésil le 10 août 2011, il n'entre pas en jeu. Il ne fait finalement ses débuts en équipe nationale qu'en octobre 2011, contre la Turquie.
Il marque son premier but pour l'Allemagne le 26 mai 2012 lors d'une défaite contre la Suisse (3-5). Appelé pour disputer l'Euro 2012 en Pologne et en Ukraine, il prend doucement la place de Lukas Podolski dans le 11 allemand. Le 22 juin, en quart de finale de la compétition, il inscrit le quatrième but allemand face à la Grèce (4-2)
Il est régulièrement appelé par le sélectionneur Joachim Löw pour participer aux éliminatoires de la Coupe du monde de 2014 au Brésil, pendant lesquels il inscrit 5 buts Sélectionné dans la liste des 23 pour le mondial, il se blesse lors du dernier match de préparation le 6 juin, à six jours du début du tournoi, contre l'Armenie,. C'est Shkodran Mustafi, défenseur, qui prend sa place dans le groupe allemand.
Pour son retour, le 7 septembre 2014, dans le cadre des éliminatoires de l'Euro 2016, il se blesse de nouveau face à l'Écosse. Peu de temps avant la fin de la partie, après un duel avec Charlie Mulgrew il se déchire partiellement le ligament externe de la cheville gauche. Il rate plusieurs matchs lors de ces qualifications, marque un but contre la Géorgie et fait partie le 11 octobre 2015 du groupe assurant la participation allemande à l'Euro.
Après la finale de la Coupe d'allemagne 2016 perdue face à Munich, il ressent de petites douleurs à l'adducteur. Néanmoins, Reus rejoint la sélection en vue de l'Euro 2016 mais sa blessure s'aggrave et le sélectionneur Joachim Löw décide de l'écarter de la compétition qui se déroule en France. La presse fait état d'une « malédiction » pour le natif de Dortmund qui rate sa seconde compétition internationale.
Après une période de près de deux ans, au cours de laquelle il n'est pas sélectionné en raison de ses problèmes musculaires, il fait partie le 15 mai 2018 du groupe de 30 joueurs sélectionné par Joachim Löw pour participer à la Coupe du monde 2018 en Russie. Conservé dans le groupe des 23, il rejoue lors du match test face à l'Autriche (1-2) puis réalise une passe décisive lors d'une dernière confrontation face à l'Arabie Saoudite (2-1). Lors du tournoi, il entre en jeu lors de la défaite initiale face au Mexique (0-1) avant d'être titulaire lors du 2ème match contre la Suède. Élu homme du match, il égalise avant de décaler Toni Kroos un coup franc transformé, qui permet aux allemands de s'imposer 2-1 sur le fil. Titularisé lors du match décisif face à la Corée du Sud il ne peut empêcher la défaite (0-2) et l'élimination des siens au premier tour.
Le 18 mai 2021, il a pris la décision de ne pas participer au championnat d’Europe 2021. Au travers d’un message posté sur Instagram, le footballeur de 31 ans a annoncé son envie de faire une pause en prévision du prochain exercice. « Après une saison compliquée, épuisante et finalement réussie, j’ai décidé, avec le sélectionneur national, de ne pas aller au championnat d’Europe. Cette décision a été très difficile pour moi car je suis toujours très fier de jouer pour mon pays. Mais après une année très intense pour moi personnellement et avoir atteint les objectifs avec le BVB, j’ai pris la décision de donner à mon corps le temps de récupérer.»

### Activités extra-sportives
Reus est présent sur toutes les jaquettes du jeu FIFA 17, succédant ainsi à Lionel Messi. Un vote a été organisé en juillet 2016 par EA pour déterminer l'ambassadeur de leur futur jeu. Plus de trois millions de joueurs ont voté pour départager Eden Hazard (Chelsea), James Rodríguez (Real Madrid), Anthony Martial (Manchester United), et Marco Reus, et c'est ce dernier qui a été préféré,.
Reus conduisait depuis plusieurs années sans permis, ayant un faux permis néerlandais sur lui. Condamné à cinq reprises, dont à 540 000 euros d'amende en 2014, l'allemand profite de son absence à l'Euro 2016 pour le passer,.

## Palmarès
Rot Weiss Ahlen (1) :
- Regionalliga Nord
  - Champion en 2008

 Borussia Dortmund (5) :
- Championnat d'Allemagne
  - Vice-champion en 2013, 2014, 2016, 2019, 2020, 2022 et 2023

- Coupe d'Allemagne
  - Vainqueur en 2017 et 2021
  - Finaliste en 2014, 2015 et 2016

- Supercoupe d'Allemagne
  - Vainqueur en 2013 et 2014 et 2019
  - Finaliste en 2012, 2016, 2017 et 2020

- Ligue des champions de l'UEFA
  - Finaliste en 2013 et 2024

 Galaxy de Los Angeles (2) :
- Coupe MLS
  - Vainqueur en 2024
- Association de l'Ouest de la MLS
  - Vainqueur en 2024

### Distinctions personnelles
- Élu Footballeur allemand de l'année en 2012 et 2019
- Membre de l'équipe de l'année UEFA en 2013
- Membre de l'équipe type de la Ligue des champions de l'UEFA en 2014
- Meilleur joueur de la Bundesliga en 2012, 2014 et  2019
- Meilleur passeur de la Bundesliga en 2014 (14 passes)[70]
- Homme du match contre la Suède lors de la Coupe du monde 2018
- Élu meilleur footballeur de l'équipe d'Allemagne en 2018[71],[72]
- Élu Joueur du mois de Bundesliga en septembre, novembre et Décembre 2018.

## Statistiques

### Générales
| Saison                | Club                     | Championnat           | Championnat | Championnat | Championnat | Coupe(s) nationale(s) | Coupe(s) nationale(s) | Coupe(s) nationale(s) | Supercoupe | Supercoupe | Supercoupe | Compétition(s) continentale(s) | Compétition(s) continentale(s) | Compétition(s) continentale(s) | Compétition(s) continentale(s) | Playoffs | Playoffs | Playoffs | Allemagne | Allemagne | Allemagne | Total | Total | Total |
| Saison                | Club                     | Division              | M.          | B.          | P.d.        | M.                    | B.                    | P.d.                  | M.         | B.         | P.d.       | Comp.                          | M.                             | B.                             | P.d.                           | M.       | B.       | P.d.     | M.        | B.        | P.d.      | M.    | B.    | P.d.  |
| 2007-2008             | RW Ahlen                 | Regionalliga          | 16          | 1           | 0           | -                     | -                     | -                     | -          | -          | -          | -                              | -                              | -                              | -                              | -        | -        | -        | -         | -         | -         | 16    | 1     | 0     |
| 2008-2009             | RW Ahlen                 | 2.Bundesliga          | 27          | 4           | 2           | 1                     | 0                     | 0                     | -          | -          | -          | -                              | -                              | -                              | -                              | -        | -        | -        | -         | -         | -         | 28    | 4     | 2     |
| Sous-total            | Sous-total               | Sous-total            | 43          | 5           | 2           | 1                     | 0                     | 0                     | -          | -          | -          | -                              | -                              | -                              | -                              | -        | -        | -        | -         | -         | -         | 44    | 5     | 2     |
| 2009-2010             | Borussia Mönchengladbach | Bundesliga            | 33          | 8           | 3           | 2                     | 0                     | 0                     | -          | -          | -          | -                              | -                              | -                              | -                              | -        | -        | -        | -         | -         | -         | 35    | 8     | 3     |
| 2010-2011             | Borussia Mönchengladbach | Bundesliga            | 32          | 10          | 8           | 3                     | 1                     | 1                     | -          | -          | -          | -                              | -                              | -                              | -                              | 2        | 1        | 0        | -         | -         | -         | 37    | 12    | 9     |
| 2011-2012             | Borussia Mönchengladbach | Bundesliga            | 32          | 18          | 8           | 5                     | 3                     | 1                     | -          | -          | -          | -                              | -                              | -                              | -                              | -        | -        | -        | 8         | 2         | 0         | 45    | 23    | 9     |
| Sous-total            | Sous-total               | Sous-total            | 97          | 36          | 20          | 10                    | 4                     | 2                     | -          | -          | -          | -                              | -                              | -                              | -                              | 2        | 1        | 0        | 8         | 2         | 0         | 117   | 43    | 22    |
| 2012-2013             | Borussia Dortmund        | Bundesliga            | 32          | 14          | 9           | 3                     | 1                     | 1                     | 1          | 0          | 0          | C1                             | 13                             | 4                              | 2                              | -        | -        | -        | 7         | 5         | 2         | 56    | 24    | 14    |
| 2013-2014             | Borussia Dortmund        | Bundesliga            | 30          | 16          | 14          | 4                     | 0                     | 2                     | 1          | 2          | 0          | C1                             | 9                              | 5                              | 2                              | -        | -        | -        | 6         | 0         | 1         | 50    | 23    | 19    |
| 2014-2015             | Borussia Dortmund        | Bundesliga            | 20          | 7           | 5           | 5                     | 1                     | 0                     | 0          | 0          | 0          | C1                             | 4                              | 3                              | 1                              | -        | -        | -        | 4         | 2         | 0         | 33    | 13    | 6     |
| 2015-2016             | Borussia Dortmund        | Bundesliga            | 26          | 12          | 3           | 4                     | 2                     | 2                     | -          | -          | -          | C3                             | 13                             | 9                              | 2                              | -        | -        | -        | 4         | 0         | 0         | 47    | 23    | 7     |
| 2016-2017             | Borussia Dortmund        | Bundesliga            | 17          | 7           | 4           | 3                     | 2                     | 1                     | 0          | 0          | 0          | C1                             | 4                              | 4                              | 1                              | -        | -        | -        | 0         | 0         | 0         | 24    | 13    | 6     |
| 2017-2018             | Borussia Dortmund        | Bundesliga            | 11          | 7           | 0           | 0                     | 0                     | 0                     | 0          | 0          | 0          | C3                             | 4                              | 0                              | 0                              | -        | -        | -        | 5         | 1         | 2         | 20    | 8     | 2     |
| 2018-2019             | Borussia Dortmund        | Bundesliga            | 27          | 17          | 8           | 3                     | 3                     | 1                     | -          | -          | -          | C1                             | 6                              | 1                              | 1                              | -        | -        | -        | 7         | 3         | 2         | 43    | 24    | 12    |
| 2019-2020             | Borussia Dortmund        | Bundesliga            | 19          | 11          | 5           | 1                     | 1                     | 0                     | 1          | 0          | 0          | C1                             | 4                              | 0                              | 1                              | -        | -        | -        | 3         | 0         | 1         | 28    | 12    | 7     |
| 2020-2021             | Borussia Dortmund        | Bundesliga            | 32          | 8           | 7           | 6                     | 2                     | 5                     | 1          | 0          | 0          | C1                             | 9                              | 1                              | 2                              | -        | -        | -        | -         | -         | -         | 48    | 11    | 14    |
| 2021-2022             | Borussia Dortmund        | Bundesliga            | 29          | 9           | 13          | 3                     | 0                     | 1                     | 1          | 1          | 0          | C1+C3                          | 5+2                            | 3                              | 2                              | -        | -        | -        | 4         | 2         | 4         | 44    | 15    | 20    |
| 2022-2023             | Borussia Dortmund        | Bundesliga            | 25          | 6           | 4           | 3                     | 1                     | 1                     | -          | -          | -          | C1                             | 3                              | 1                              | 1                              | -        | -        | -        | -         | -         | -         | 31    | 8     | 6     |
| 2023-2024             | Borussia Dortmund        | Bundesliga            | 26          | 6           | 6           | 2                     | 1                     | 0                     | -          | -          | -          | C1                             | 13                             | 2                              | 1                              | -        | -        | -        | -         | -         | -         | 41    | 9     | 7     |
| Sous-total            | Sous-total               | Sous-total            | 294         | 122         | 79          | 37                    | 14                    | 13                    | 5          | 3          | 0          | -                              | 89                             | 33                             | 16                             | -        | -        | -        | 40        | 13        | 12        | 465   | 185   | 120   |
| 2024                  | Galaxy de Los Angeles    | MLS                   | 6           | 1           | 2           | -                     | -                     | -                     | -          | -          | -          | -                              | -                              | -                              | -                              | 5        | 0        | 1        | -         | -         | -         | 11    | 1     | 3     |
| Total sur la carrière | Total sur la carrière    | Total sur la carrière | 439         | 164         | 102         | 49                    | 17                    | 15                    | 5          | 3          | 0          | -                              | 89                             | 33                             | 16                             | 7        | 1        | 1        | 48        | 15        | 12        | 637   | 233   | 146   |

### Buts internationaux
| 0  | Date              | Sélection | Lieu                                            | Adversaire           | Score | Résultats | Compétitions                      |
| -- | ----------------- | --------- | ----------------------------------------------- | -------------------- | ----- | --------- | --------------------------------- |
| 1  | 27 mai 2012       | 5         | Parc Saint-Jacques, Bâle, Suisse                | Suisse               | 5-3   | 5-3       | Match amical                      |
| 2  | 22 juin 2012      | 7         | PGE Arena Gdańsk, Gdańsk, Pologne               | Grèce                | 3-1   | 4-2       | Euro 2012                         |
| 3  | 11 septembre 2012 | 11        | Stade Ernst-Happel, Vienne, Autriche            | Autriche             | 0-1   | 1-2       | Éliminatoires Coupe du monde 2014 |
| 4  | 12 octobre 2012   | 12        | Aviva Stadium, Dublin, Irlande                  | République d'Irlande | 0-1   | 1-6       | Éliminatoires Coupe du monde 2014 |
| 5  | 12 octobre 2012   | 12        | Aviva Stadium, Dublin, Irlande                  | République d'Irlande | 0-2   | 1-6       | Éliminatoires Coupe du monde 2014 |
| 6  | 26 mars 2013      | 15        | Grundig Stadion, Nuremberg, Allemagne           | Kazakhstan           | 1-0   | 4-1       | Éliminatoires Coupe du monde 2014 |
| 7  | 26 mars 2013      | 15        | Grundig Stadion, Nuremberg, Allemagne           | Kazakhstan           | 4-0   | 4-1       | Éliminatoires Coupe du monde 2014 |
| 8  | 25 mars 2015      | 24        | Fritz-Walter-Stadion, Kaiserslautern, Allemagne | Australie            | 1-0   | 2-2       | Match amical                      |
| 9  | 29 mars 2015      | 25        | Stade Boris-Paichadze, Tbilisi, Géorgie         | Géorgie              | 0-1   | 0-2       | Éliminatoires Euro 2016           |
| 10 | 23 juin 2018      | 33        | Stade olympique Ficht, Sotchi, Russie           | Suède                | 1-1   | 2-1       | Coupe du monde 2018               |
| 11 | 8 juin 2019       | 40        | Borisov Arena, Baryssaw, Biélorussie            | Biélorussie          | 0-2   | 0-2       | Éliminatoires Euro 2020           |
| 12 | 11 juin 2019      | 41        | Opel Arena, Mayence, Allemagne                  | Estonie              | 1-0   | 8-0       | Éliminatoires Euro 2020           |
| 13 | 11 juin 2019      | 41        | Opel Arena, Mayence, Allemagne                  | Estonie              | 5-0   | 8-0       | Éliminatoires Euro 2020           |
| 14 | 5 septembre 2021  | 45        | Mercedes-Benz Arena, Stuttgart, Allemagne       | Arménie              | 3-0   | 6-0       | Coupe du monde 2022-Eliminatoires |